# Коморо (Наґано)

36°19′37″ пн. ш. 138°25′34″ сх. д. / 36.32694° пн. ш. 138.42611° сх. д.
Коморо́ (яп. 小諸市, こもろし, МФА: [komoro ɕi̥]) — місто в Японії, в префектурі Наґано.

## Короткі відомості
Розташоване в східній частині префектури, на березі річки Тікума, біля південно-західного підніжжя гори Асама. Виникло на основі призамкового містечка самурайського роду Макіно та постоялого містечка на Північному шляху. Отримало статус міста 1954 року. Основою економіки є сільське господарство, харчова промисловість, виробництво електротоварів, комерція. В місті розташовані руїни замку Коморо. Станом на 1 квітня 2009 площа міста становила 98,66 км². Станом на 1 липня 2011 населення міста становило 43 863 осіб.

## Міста-побратими
- Накацуґава, Японія (1973)
- Оїсо, Японія (1973)
- Намерікава, Японія (1974)